# Света Ана
Света Ана (хебр. חַנָּה — Хана — „милост”) је била мајка Богородице, мајке Исуса Христа.
Ана је кћерка свештеника Матана, из Левијевог рода, и Марије из Витлејема. Њени родитељи имали су још две кћерке: Марију и Совију, које су се обе удале у Витлејем, где је Марија и родила Саломију, а Совија је родила Јелисавету, мајку Светог Јована Крститеља. Са својим мужем Јоакимом, Ана је живела 50 година без деце, да би у старости родила кћерку Марију, Пресвету Богородицу. Света Ана је умрла са 79 године, а дан њене смрти се у Православној цркви обележава као празник: Успење Свете Ане (25. јул, по Јулијанском календару). Празнује се још 9. септембра и 9. децембра.
Света Ана удала се за Јоакима, пар је живео у Назарету Галилејском. Упркос чињеници да је пар био дуго у браку. Како предање каже, Јоаким и Ана патили су много што немају порода, („живели су у браку педесет година“), нису имали деце. Једном, када је првосвештеник ускратио Јоакиму право да принесе жртву Богу, пошто „није створио потомство за Израел“, повукао се у пустињу.
Ту је туговао данима, све док му се није указао анђео, који му рече да ће их Бог благословити дететом.
Исти анђео приказао се и Ани и рекао јој исту ствар. Захвални Богу на милости, Јоаким и Ана заветовали су се да ће дете посветити храму. Богородица је од своје треће до дванаесте године живела у храму, а затим се верила за Јосифа.
Позната је и молитва удатих жена Светој Ани и она гласи:
Света мајко Ано, која си од Бога одабрана, да постанеш мајком оној, што нам је родила божански Спас, теби се плачући обраћам за твој моћни заговор. Измоли ми код свог и мог Бога милост, да будем данас и све дане свога живота поштена, честита, чиста и трезна, ћутљива, вредна, милосрдна и богобојажљива жена.

## Галерија
- Коптска уметност, VIII век
- Немачка, XV век - "Ана држи Марију и Христа"
- Немачка, XV век - "Легенде о Светој Ани"
- Маријино посвећење Богу у храму
- Немачка, XVI век - Рељеф главе Свете Ане Annakirche Dueren
- Мозаик "Благовести Ани" - XII век, Хора црква Истанбул
- Anna Selbdritt у катедралном музеју Цркве Сантијаго Компостела
- Белгијска Anna Selbdritt (означена као Ste Anne Trinitaire у музеју)
- Шпанска Anna Selbdritt под крајњим утицајем Грчких "Hodegetria" икона
- "Света Ана учи Девицу Марију да чита" - Црква светог Андреја, Wardrobe, Лондон
- "Света Ана учи Девицу Марију да чита" - Париска црква Светог Улриха у Улрихбергу (Ulrichsberg) 1722. године